# Moviment d'Esquerra-Verd
El Moviment d'Esquerra-Verd (en islandès:Vinstrihreyfingin - Grænt Framboð) és un partit polític d'esquerra, socialista, ecologista, feminista i ecosocialista d'Islàndia. Va ser fundat en 1999 per alguns membres de l'Alþingi que no van aprovar la fusió dels partits d'esquerra islandesos en l'Aliança Socialdemòcrata. El Moviment d'Esquerra-Verd es focalitza en els valors socialistes, feministes i ecologistes, i també en un reforçament de la democràcia del país mitjançant una participació més directa de la població.
El partit es va oposar a la participació d'Islàndia en l'OTAN, i també a la invasions estatunidenques d'Afganistan i Iraq. El partit també rebutja la participació d'Islàndia en la Unió Europea i dona suport la causa palestina a l'Orient Mitjà. Assenyala a més com necessària la integració i adaptació dels immigrants a la societat islandesa. És part de l'Aliança de l'Esquerra Verda Nòrdica (NGLA), i té prop de 3000 membres. El líder del partit és Steingrímur Sigfússon, qui és membre del parlament. S'oposen al fet que Brussel·les imposi quotes a la seva pesca.

## Eleccions
A les Eleccions legislatives islandeses de 1999 el Moviment d'Esquerra-Verd va arribar al 9,1% dels vots i 6 escons a l'Alþingi. Quatre anys després, el 2003, va obtenir el 8,8% dels vots, obtenint 5 escons dels 63 del parlament islandès. Després de les eleccions de 2007 va assolir 9 escons al parlament, arribant a un 14,3% dels vots. Al febrer de 2009, el Moviment d'Esquerra-Verd es va unir a l'Aliança Socialdemòcrata (Samfylkingin) com a soci menor en un govern provisional, després que el govern de centredreta dirigit per Geir Haarde dimitís a causa de les protestes pel negatiu impacte de la crisi financera a Islàndia.
A les eleccions legislatives islandeses de 2009, la coalició de socialdemòcrates i esquerres verdes va obtenir una contundent victòria, guanyant 34 dels 63 escons al parlament. El Moviment d'Esquerra-Verd va aconseguir 14 escons, convertint-se en el tercer major partit islandès, amb 21,7% dels vots.

## Resultats electorals
| Any  | Líder                    | Vots   | %    | Escons  | +/– | Pos.   | Govern            |
| ---- | ------------------------ | ------ | ---- | ------- | --- | ------ | ----------------- |
| 1999 | Steingrímur J. Sigfússon | 15,115 | 9.1  | 6 / 63  | Nou | Nou 4t | Oposició          |
| 2003 | Steingrímur J. Sigfússon | 16,129 | 8.8  | 5 / 63  | 1   | = 4t   | Oposició          |
| 2007 | Steingrímur J. Sigfússon | 26,136 | 14.3 | 9 / 63  | 4   | 3r     | Oposició          |
| 2009 | Steingrímur J. Sigfússon | 40,581 | 21.6 | 14 / 63 | 5   | = 3r   | Coalició          |
| 2013 | Katrín Jakobsdóttir      | 20,546 | 10.8 | 7 / 63  | 7   | 4t     | Oposició          |
| 2016 | Katrín Jakobsdóttir      | 30,166 | 15.9 | 10 / 63 | 3   | 2n     | Oposició          |
| 2017 | Katrín Jakobsdóttir      | 33,155 | 16.9 | 11 / 63 | 1   | = 2n   | Coalició          |
| 2021 | Katrín Jakobsdóttir      | 25,114 | 12.6 | 8 / 63  | 3   | 3r     | Coalició          |
| 2024 | Svandís Svavarsdóttir    | 4,973  | 2.3  | 0 / 63  | 8   | 9è     | Extraparlamentari |

## Líders
| Núm | President | President                          | Inici           | Final           |
| --- | --------- | ---------------------------------- | --------------- | --------------- |
| 1   |           | Steingrímur J. Sigfússon (1955)    | 1999            | 2013            |
| 2   |           | Katrín Jakobsdóttir (1976)         | 2013            | 2024            |
| 3   |           | Guðmundur Ingi Guðbrandsson (1977) | Abril de 2024   | Octubre de 2024 |
| 3   |           | Svandís Svavarsdóttir (1964)       | Octubre de 2024 | En el càrrec    |